# Mara Gabrilli
Mara Cristina Gabrilli, née le 28 septembre 1967 à São Paulo (Brésil), est une psychologue, publicitaire et femme politique brésilienne, membre du  Parti de la social-démocratie brésilienne (PSDB) (portugais : Partido da Social Democracia Brasileira).

## Biographie
Elle se présente à l'élection présidentielle brésilienne de 2022 comme colistière de Simone Tebet. Le 2 octobre 2022, le duo de femmes arrive en troisième position du scrutin avec 4,16 % des voix. Si Tebet annonce soutenir Lula en vue du second tour face au président sortant Bolsonaro, Mara Gabrilli annonce quant à elle son intention de voter blanc,. 